# Heterogonium stenosemioides
Heterogonium stenosemioides är en ormbunkeart som först beskrevs av Bak., och fick sitt nu gällande namn av Carl Frederik Albert Christensen. Heterogonium stenosemioides ingår i släktet Heterogonium och familjen Tectariaceae. Inga underarter finns listade.